# Herb Szczekocin
Herb Szczekocin – jeden z symboli miasta Szczekociny i gminy Szczekociny w postaci herbu.

## Wygląd i symbolika
Herb przedstawia w czerwonej tarczy herbowej srebrny miecz o złotej rękojeści, w układzie w słup, ostrzem w dół.

## Historia

Dawny herb Szczekocin

Godło herbowe znane z pieczęci miejskich od XIV w., nawiązuje do posiadania przez Szczekociny ius gladii (prawa miecza) – prawa do karania złoczyńców śmiercią. Przed 1564 herbowy miecz miał zaćwieczone na nim ramiona krzyża kawalerskiego. W okresie dwudziestolecia międzywojennego podjęto próbę zmiany herbu na Rawicz, to jest pannę siedzącą na niedźwiedziu, jednakże pomimo zatwierdzenia takiego herbu przez Ministerstwo Spraw Wewnętrznych RP w 1936 roku, miasto nigdy go nie używało.